# Federkunst

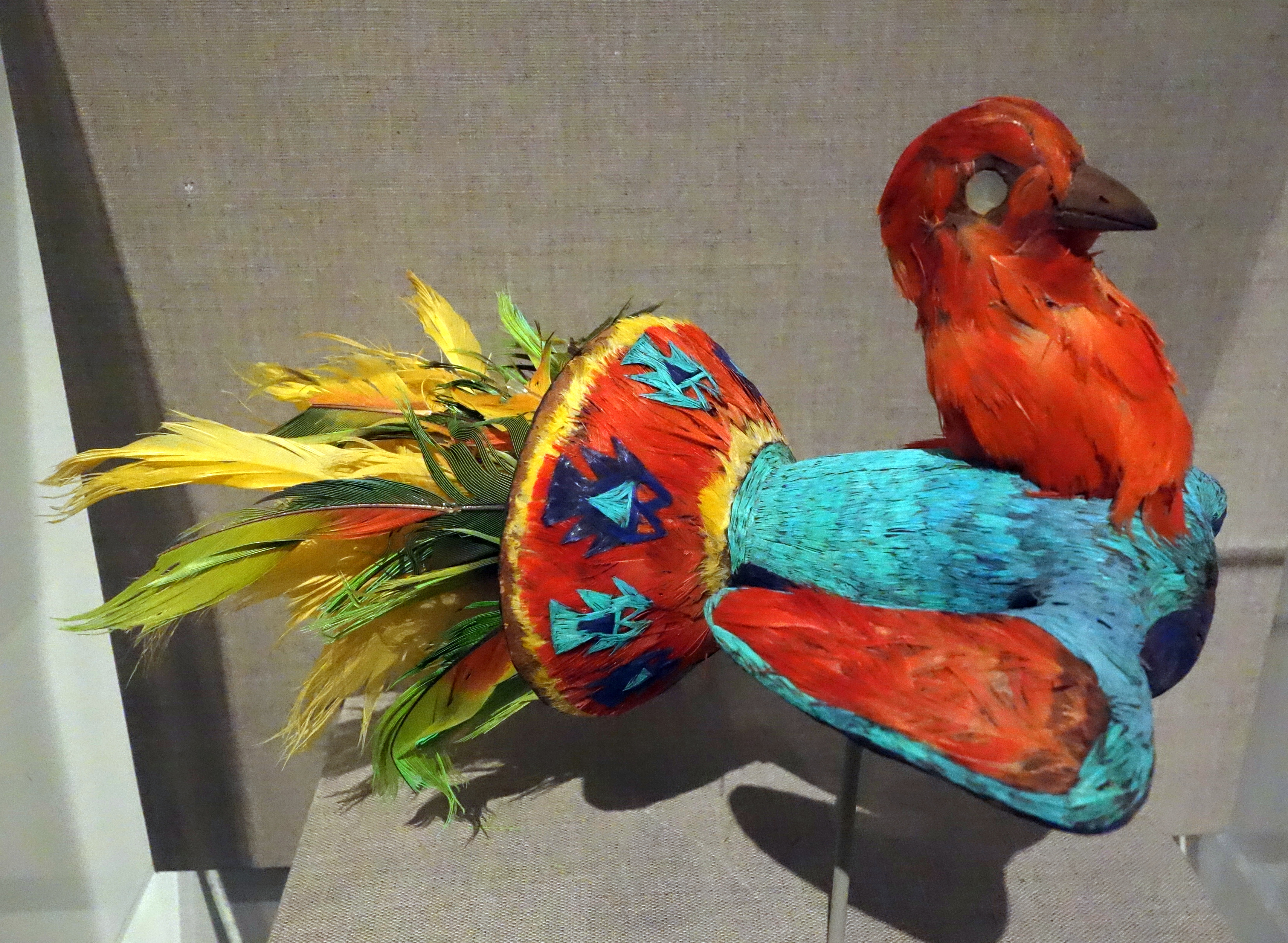
Vogelplastik aus Federn, Inka-Kultur, Peru, ca. 1300–1500. Holz, Kleber, Federn, Muscheln. De Young-Museum, San Francisco

Unter dem Begriff Federkunst werden verschiedene, aus Vogelfedern hergestellte Kunstwerke zusammengefasst: Federbilder bzw. Federmosaike sowie Federschmuck, bekannt vor allem aus der aztekischen Kultur Südamerikas sowie von den indigenen Indianern Nord- und Südamerikas.

## Federbilder/Federmosaike
Solche Kunstwerke finden sich z. B. aus der aztekischen Kultur Mexikos im 16. Jahrhundert: Federn wurden dort in Beziehung zu den Göttern wie Huitzilopochtli und Quetzalcoatl (Gefiederte Schlange) gebracht, sie waren mit einer komplexen Symbolik behaftet und für das indigene Volk weitaus wertvoller als Gold. Die Kunstwerke wurden von hochspezialisierten Handwerkern hergestellt, sogenannten „Amanteca“. Nach gemalten, schablonierten und kopierten Vorlagen wurden verschieden große, vielfarbige Federn in einer bestimmten Schichtung aufgeklebt; verziert und geschmückt wurden Schilder, Standarten, Umhänge oder Federfächer.

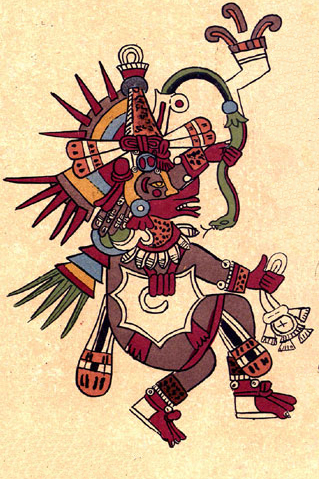
Quetzalcoatl im Codex Borbonicus
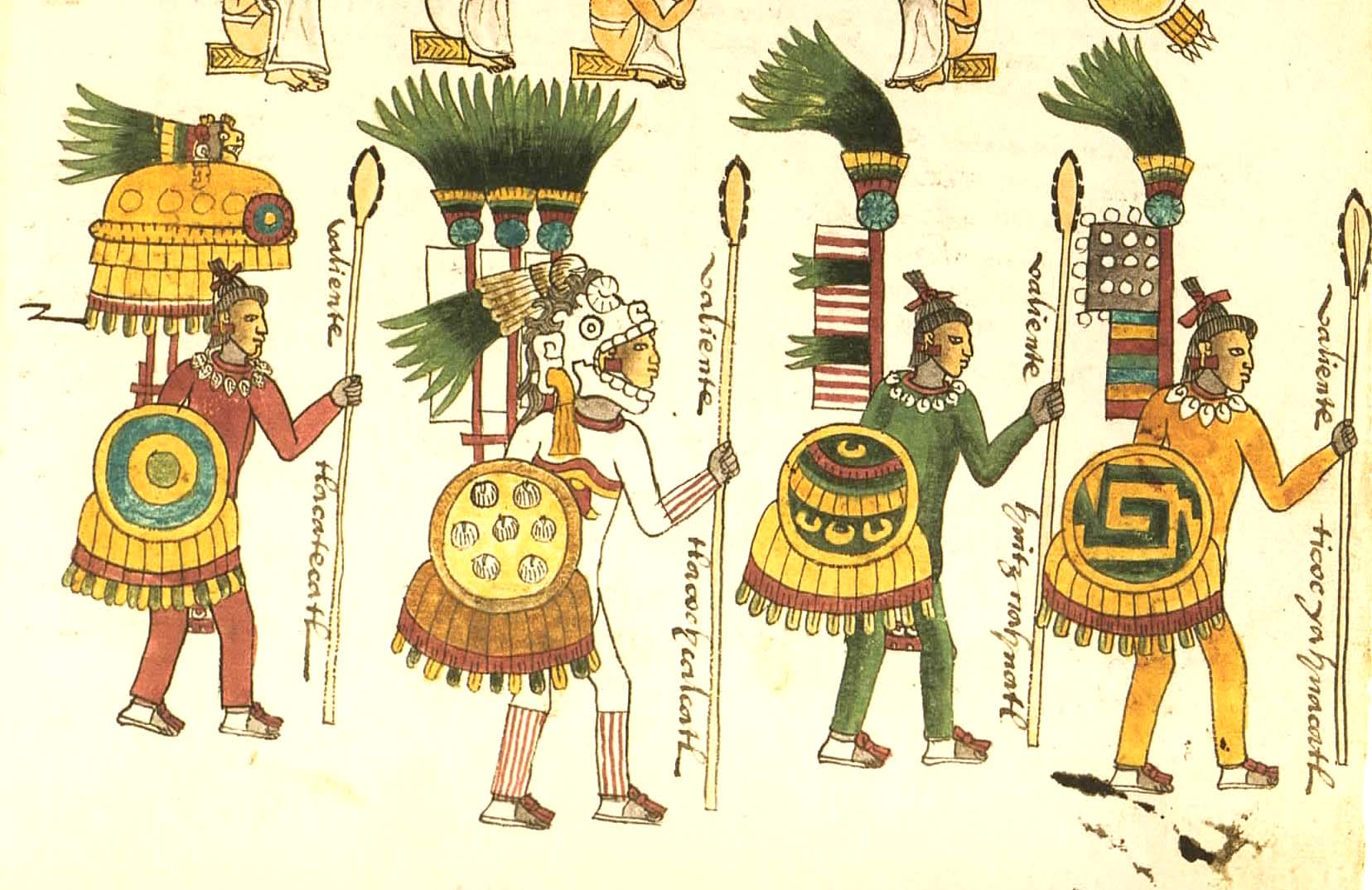
Aztekische Krieger (Codex Mendoza)
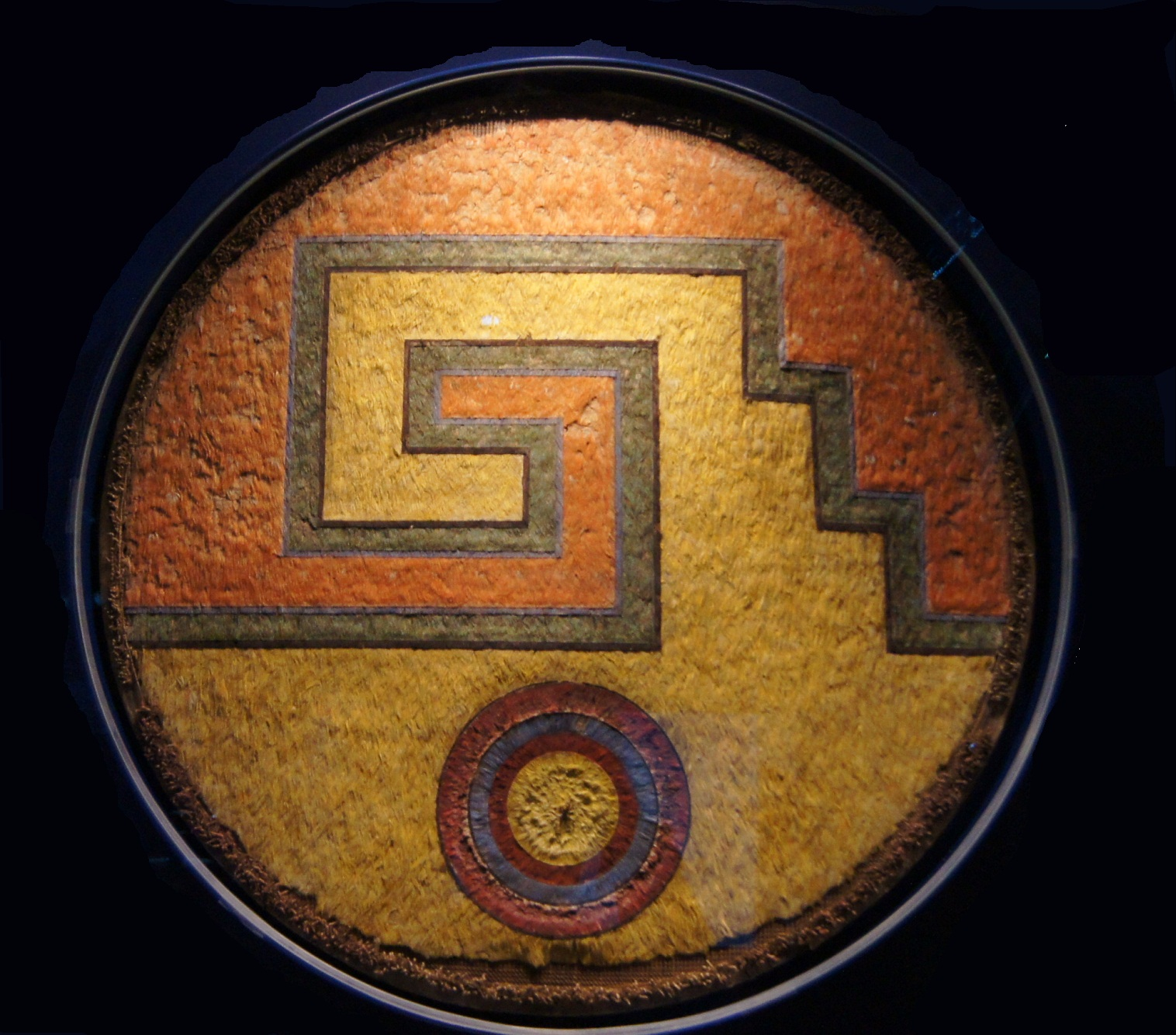
Aztekischer Federschild „Mäander und Sonne“ (um 1520, Landesmuseum Württemberg)
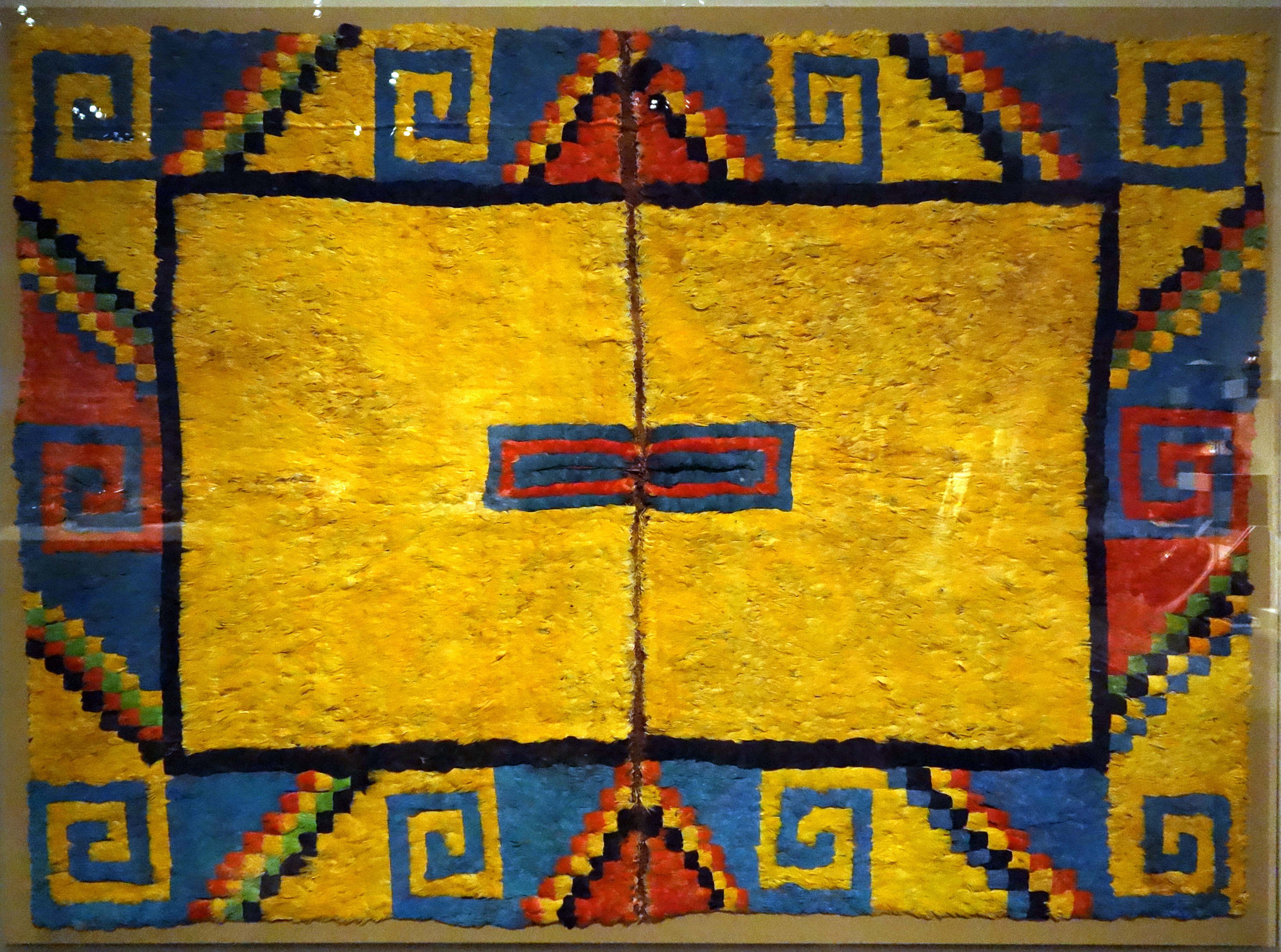
Federtunika, Peru (Südküste), 8. bis 16. Jahrhundert, Federn/Baumwolle, De Young-Museum, San Francisco
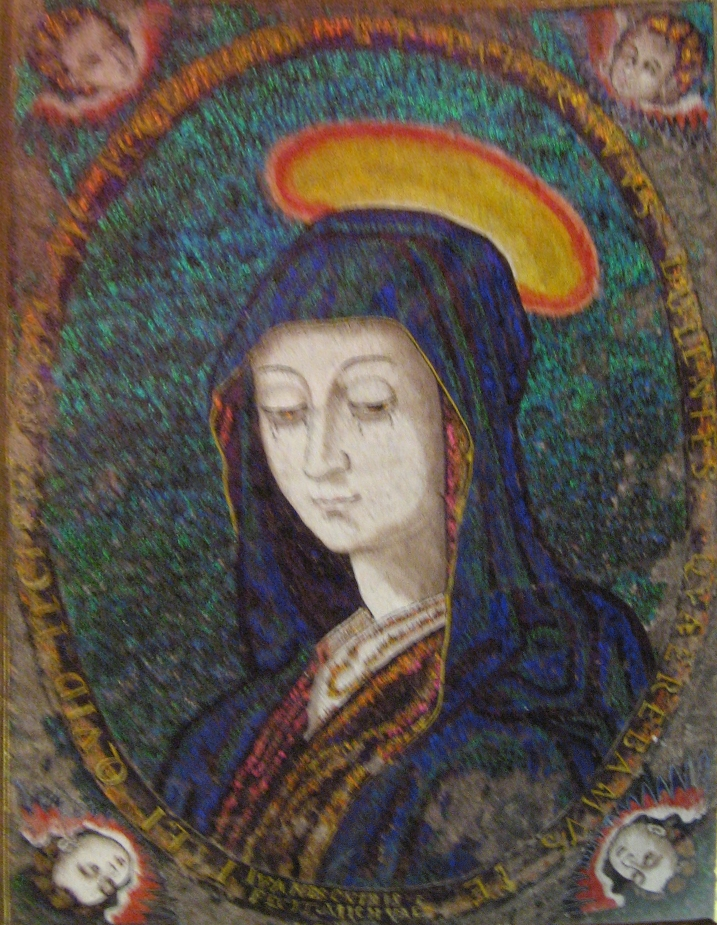
Marienbild aus Federn, Juan Baptista Cuiris, Michoacán (Pátzcuaro), Mexiko (1550–1580): Kolibri- und Papageienfedern auf Papiergrund/Holz, „Geistliche Schatzkammer“, Hofburg, Wien
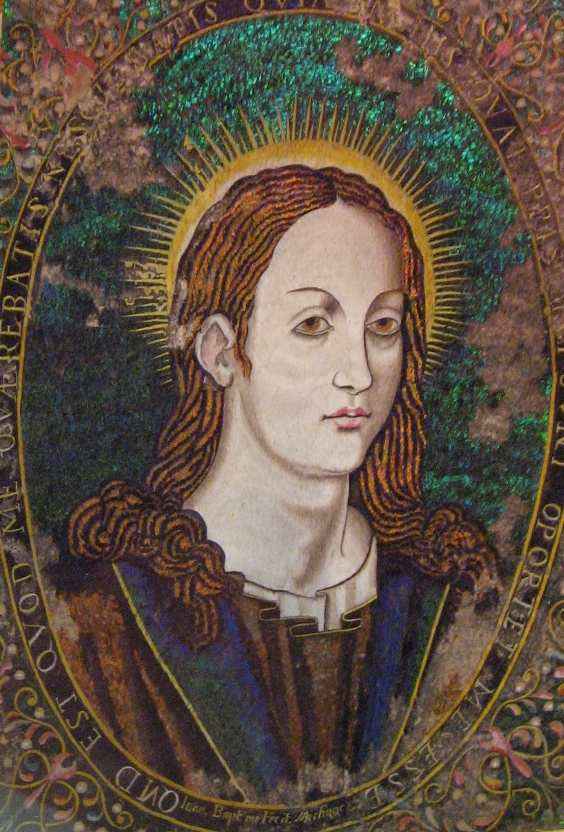
Christusbild aus Federn, wie vor
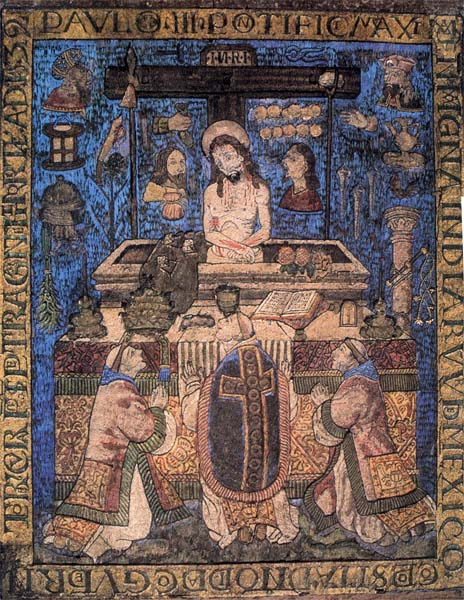
Messe des Hl. Gregor, Federn auf Holz, Original 68 × 56 cm, Mexiko, 1539. Musée de Jacobins, Auch. Diego Huanutzin, aztekischer Puppenspieler: Das älteste bekannte Zeugnis christlicher Kunst auf dem amerikanischen Kontinent

## Federschmuck
Ein bekannter Federschmuck ist z. B. der bei den Indianern Nord- und auch Südamerikas, der mit bestimmten Bedeutungen verknüpft oder als Rangabzeichen auf oder am Kopf oder sonst wo am Körper getragen wird („Häuptling“). Aus neuerer Zeit und Europa (Jugendstil, „Art déco“) sind z. B. Fächer oder die sogenannte Feder-„Boa“ (nach der Schlange) bekannt.

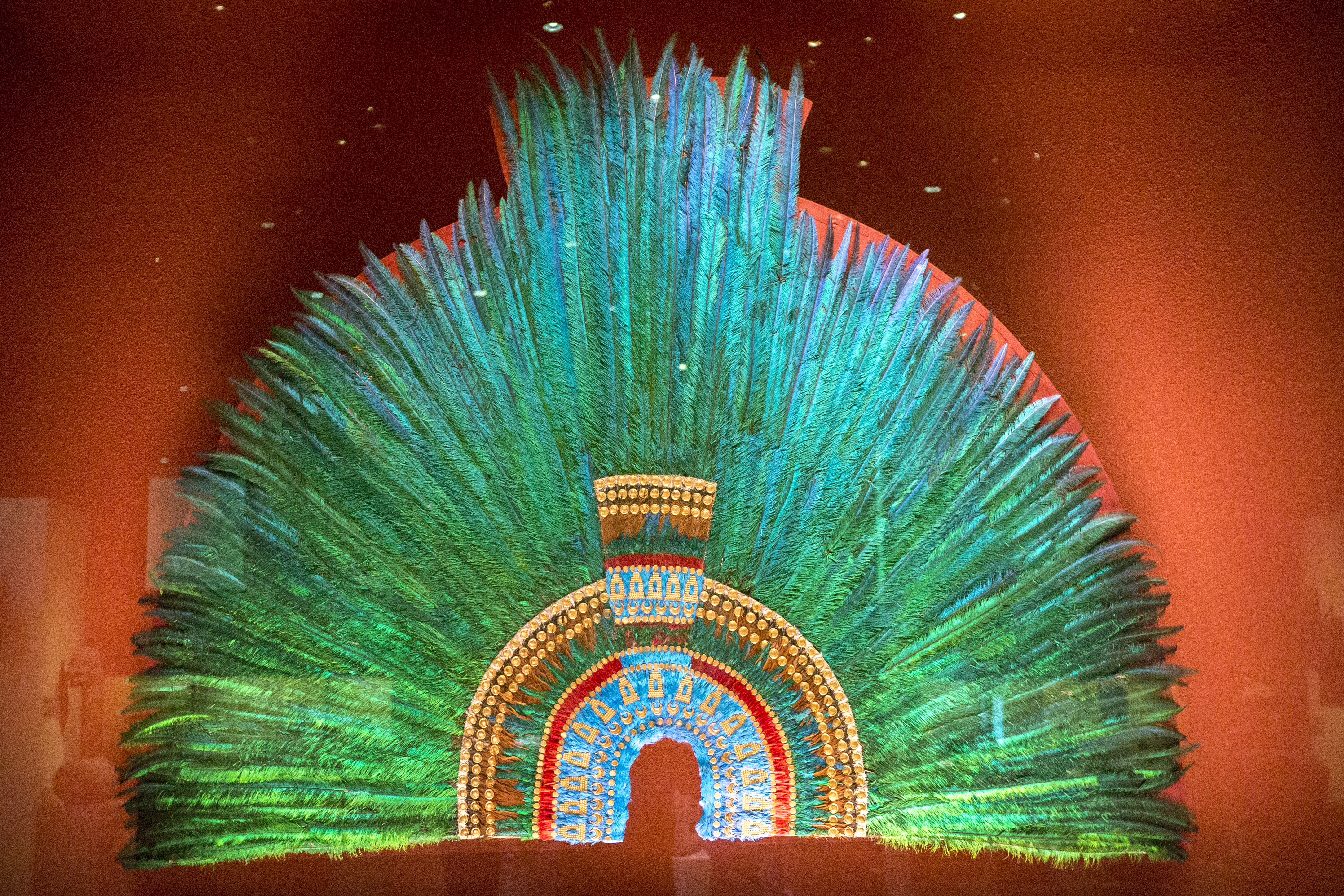
Aztekischer Feder-Kopfschmuck (Reproduktion), Moctezuma II. zugeschrieben, Museo Nacional de Antropología e Historia, Mexiko
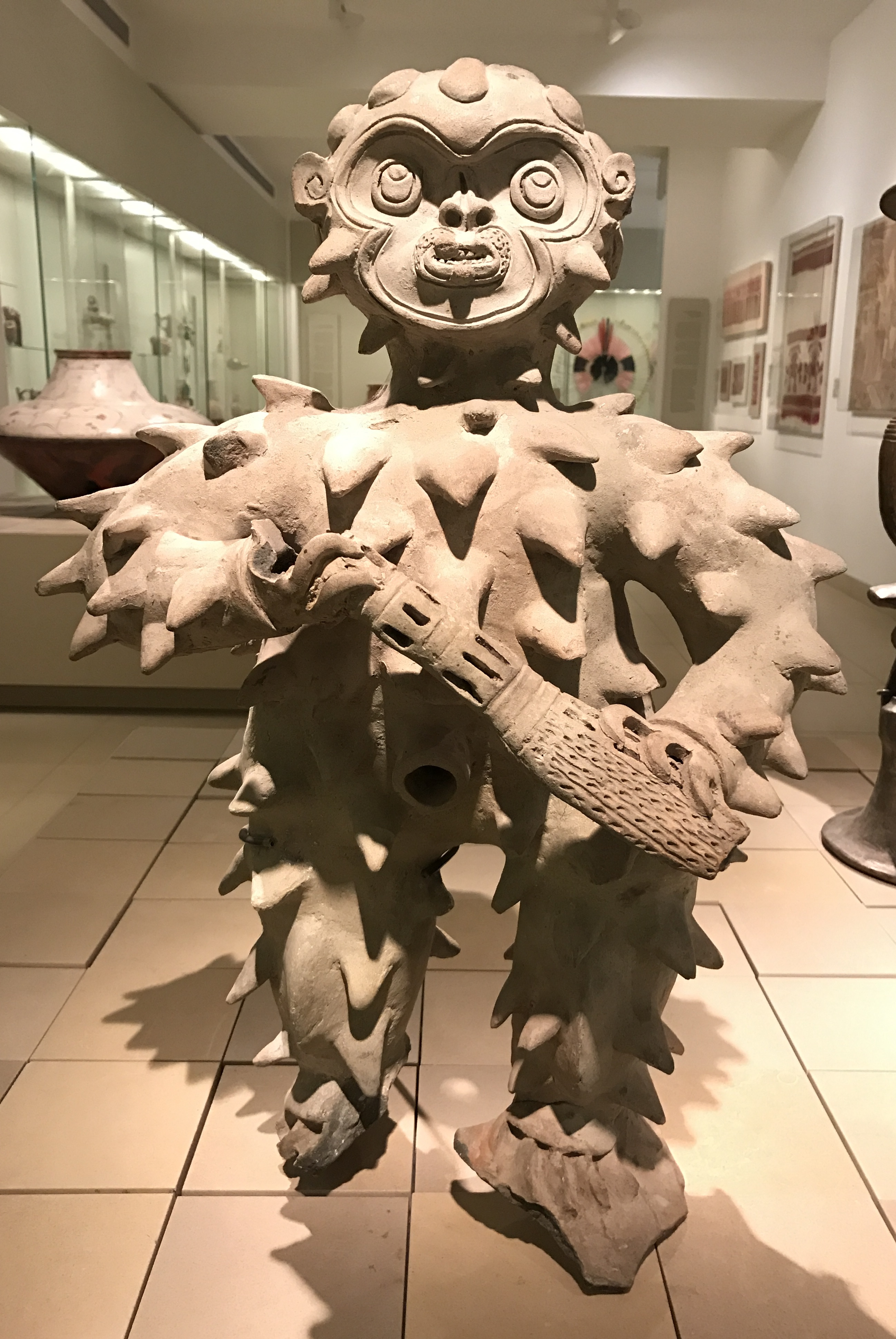
Statue der Mythen-Figur „Tolita“ im Federkostüm, um das Jahr 0, aus Esmeraldas (Ecuador), heute im Israel-Museum, Jerusalem
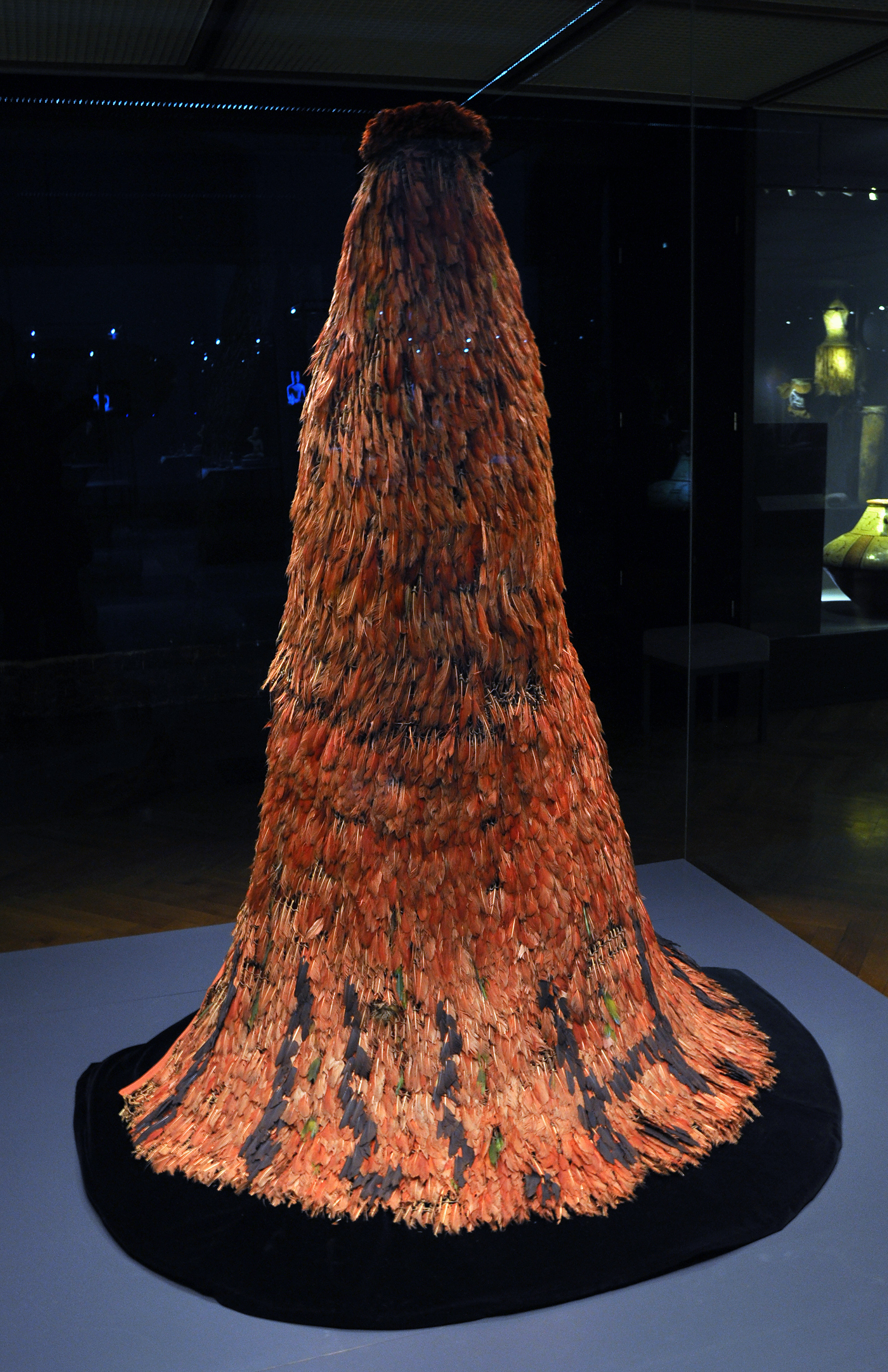
Präkolumbischer Federmantel, 17. Jahrhundert, Musées Royaux d’Art et d’Histoire (MRAH), Brüssel
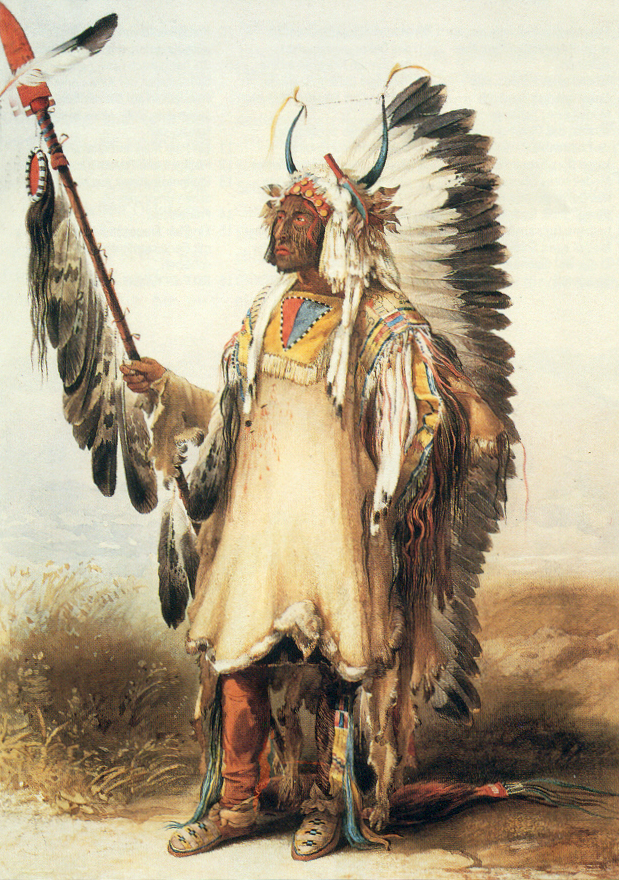
„Mató Tópe, Häuptling der Mandan“, Aquarell auf Papier, Karl Bodmer, auf seiner Reise durch die USA 1832–34
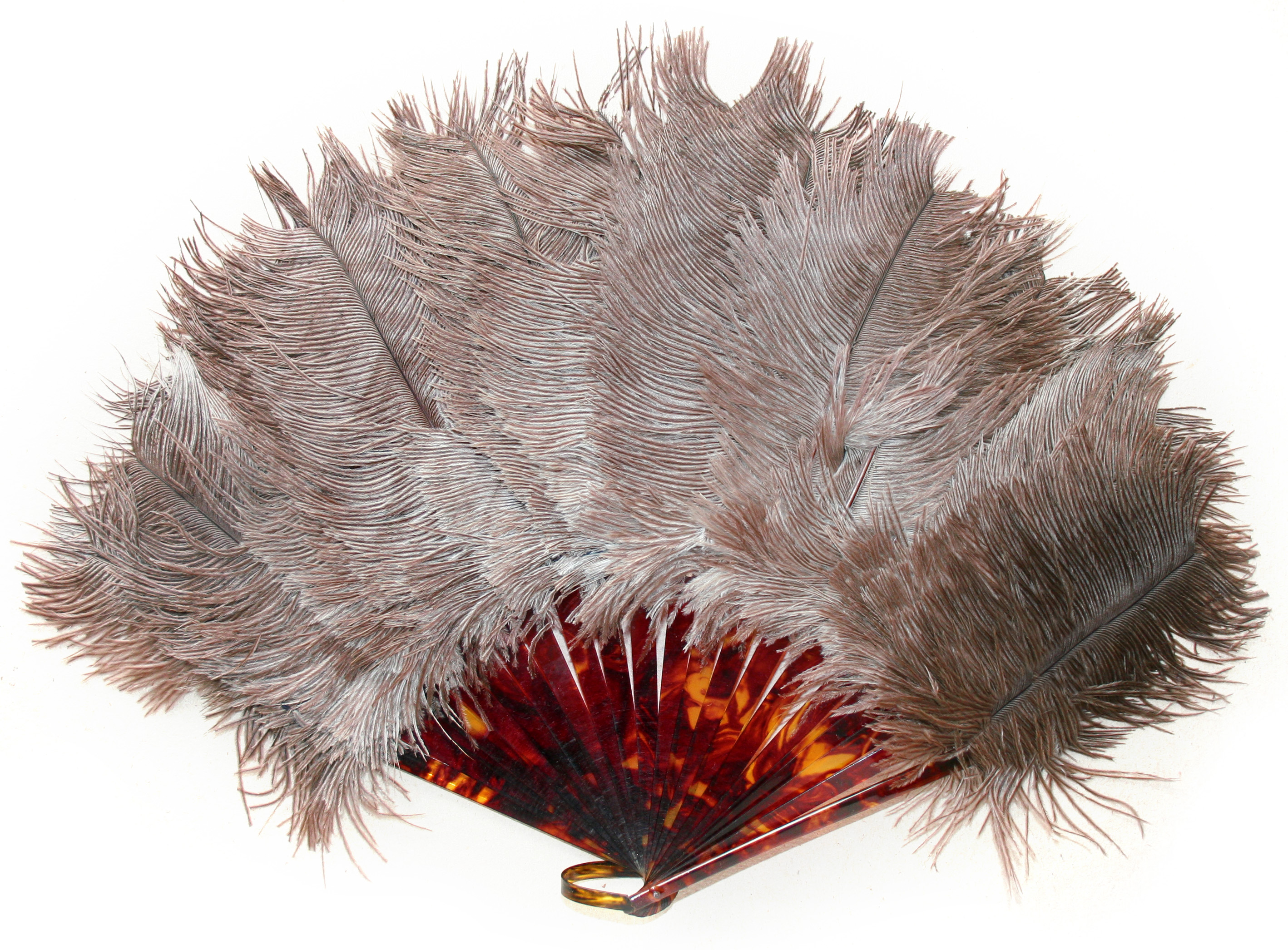
Fächer aus Straußenfedern, Art déco, 1920er-Jahre
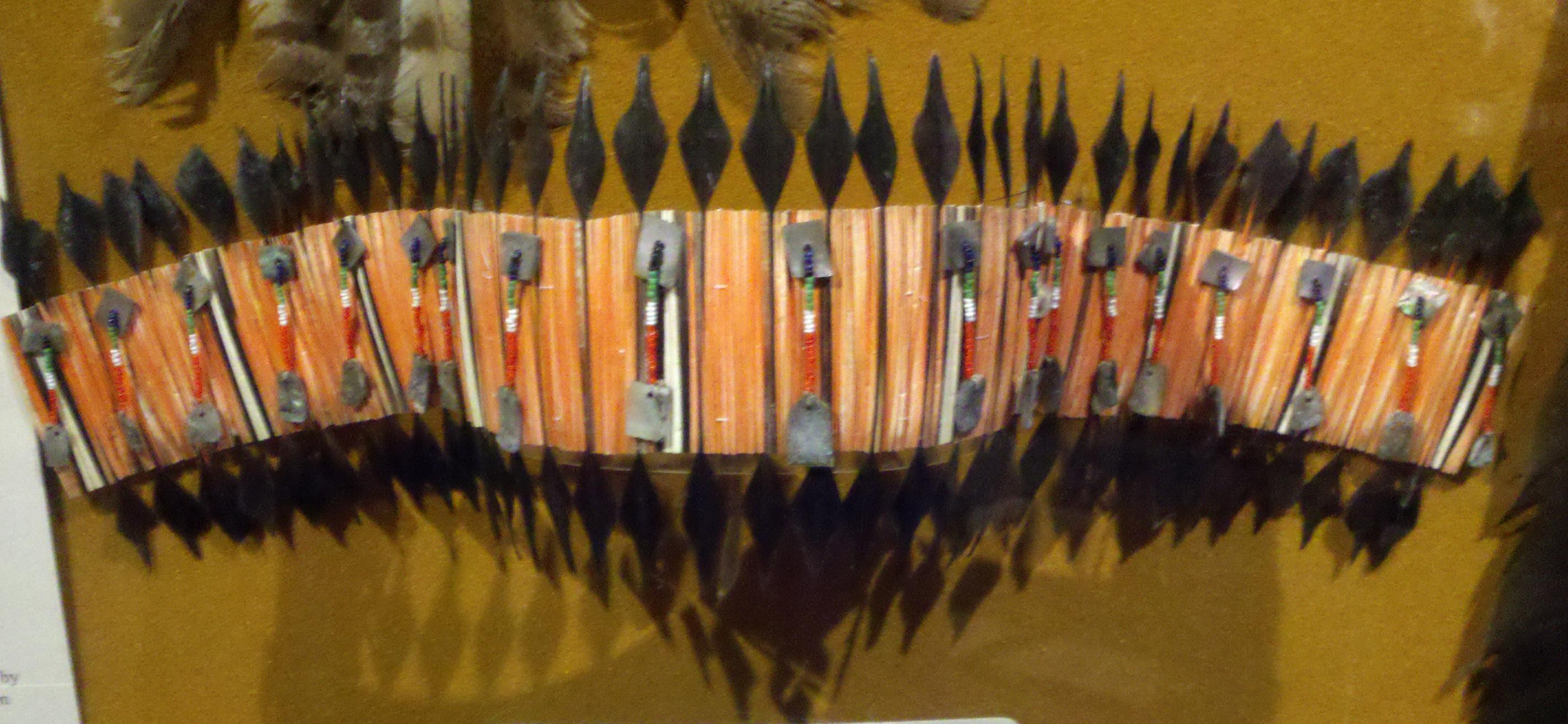
„Southern Sierra Miwok Flicker Quill Headband“ – Kopfband von Chris Brown (Chief Lemme), einem nordamerikanischen indianischen Tänzer, ca. 1930, Yosemite Museum
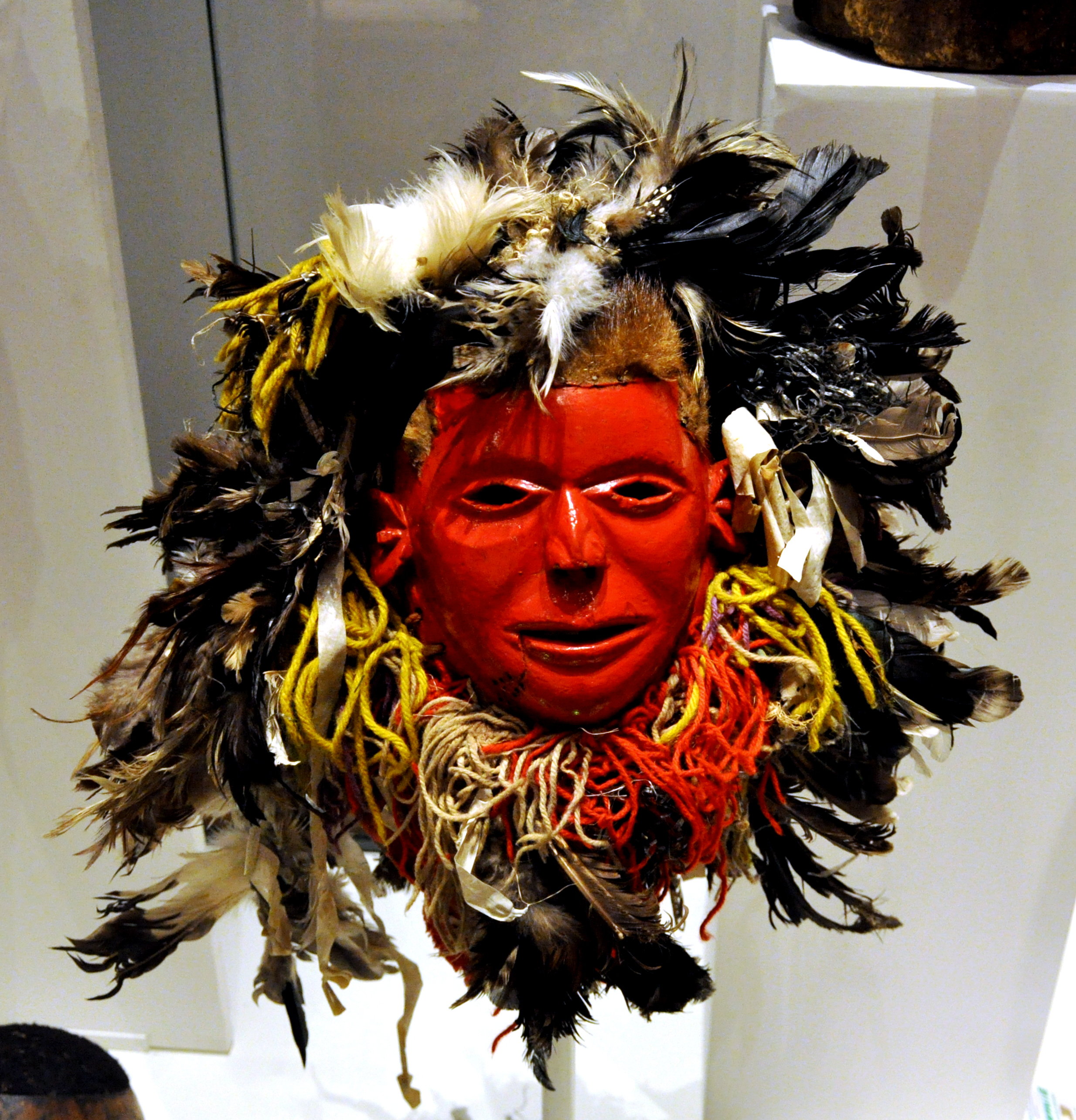
„Nyau“-Maske, Holz, Farbe, Federn etc., Chewa, Malawi, 20. Jh.

## Quelle
1. ↑  badische-zeitung.de, 12. März 2015, Andreas Volz: Weitaus wertvoller als Gold